# Hergarten

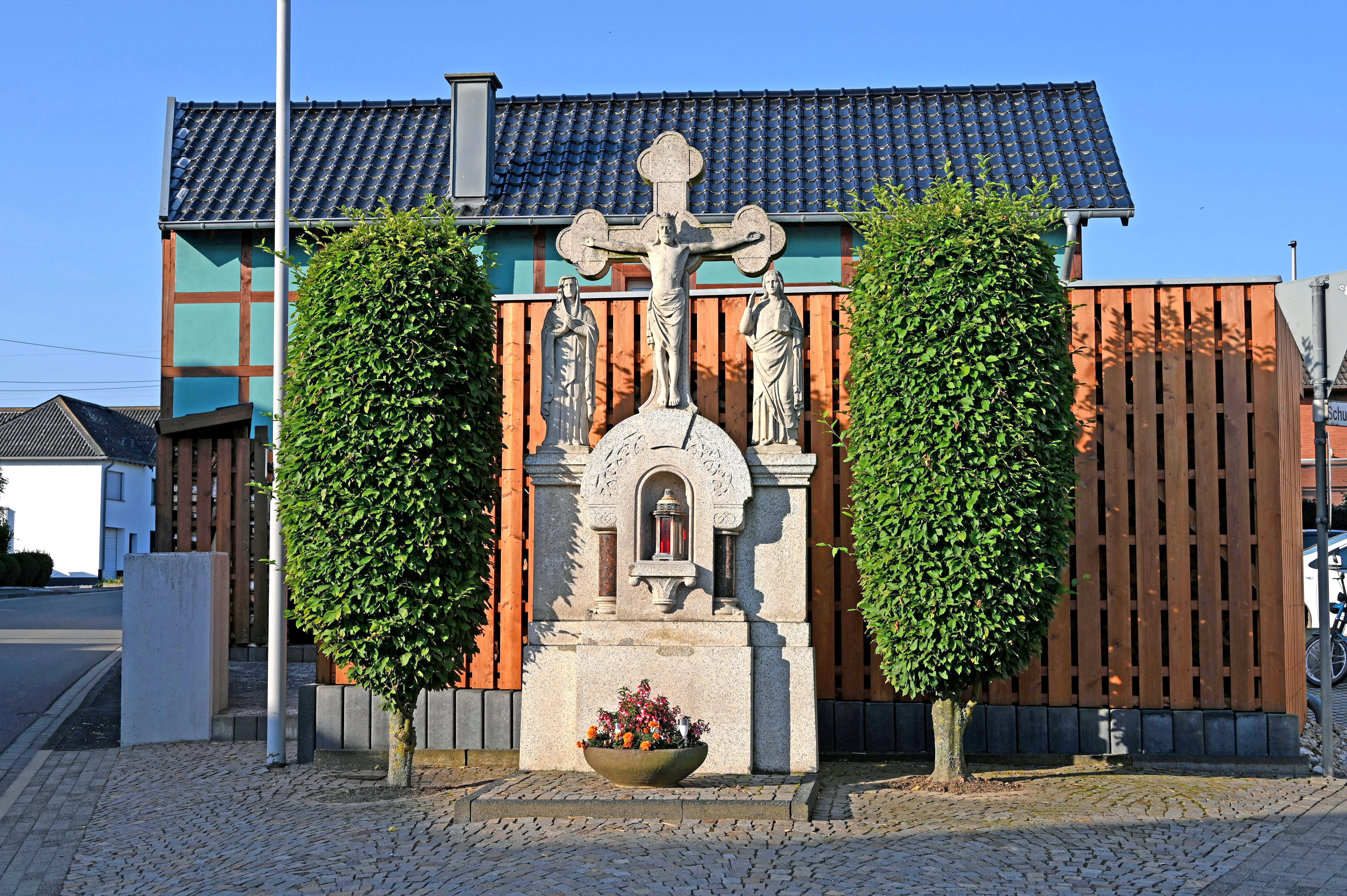
Neuromanisches Wegekreuz (um 1900)

Hergarten ist ein Ortsteil der Stadt Heimbach im Kreis Düren. Der Ort hat etwa 500 Einwohner.

## Lage
Hergarten liegt im Süden der Stadt Heimbach auf dem waldreichen Höhenzug Kermeter im Naturpark Nordeifel. Der Ort liegt auf einer Höhe zwischen 320 und 390 m ü. NHN. Die alte Römerstraße Reims-Zülpich-Köln führte nahe am heutigen Ort vorbei.
An Hergarten grenzen Düttling und Vlatten.

## Geschichte
Erste Besiedlungen sind bereits zur Zeit der Römer erfolgt. Die erste Erwähnung erfolgt als Herigarda im Jahre 864 in einer Tauschurkunde des fränkischen Königs Lothar II. Da immer wieder militärische Verbände in diesem Bereich lagerten, entwickelte sich der Name „Heergarten“. Aus der alten Sprachform „Herigarda“ wurde im 14. Jahrhundert „Hergarden“ und danach „Hergarten“.
1603 verfügte Herzog Johann Wilhelm von Jülich, dass der Pfarrbezirk Hergarten zum Zisterzienser-Priorat Mariawald gehören sollte.
Die Gemeinde Hergarten gehörte seit dem 19. Jahrhundert zur Bürgermeisterei Bleibuir im Kreis Schleiden, aus der 1928 das Amt Bleibuir wurde. Dieses wurde 1949 mit dem Amt Eicks zum Amt Hergarten zusammengeschlossen. Zum Amt Hergarten gehörten neben dem Amtssitz Hergarten noch die Gemeinden Berg, Bleibuir, Eicks, Floisdorf, Glehn, Hostel und Vlatten. Am 1. Juli 1969 erfolgte der Zusammenschluss der Gemeinde Hergarten mit der Stadt Heimbach.
Die Stadt Heimbach kam mit allen Stadtteilen am 1. Januar 1972 vom Kreis Schleiden zum Kreis Düren und wurde in die Stadt Nideggen eingegliedert. Am 4. August 1972 entschied das Oberverwaltungsgericht in Münster, dass Heimbach wieder eine eigenständige Kommune wurde. Hergarten blieb Heimbach zugeordnet.

### Wappen
| Wappen der früheren Gemeinde Hergarten | Blasonierung: „Zwischen rotem Schildhaupt, darin ein linkshin gerichtetes golden-(gelb-)gegrifftes silbernes (weißes) Schwert und rotem Schuldfuß, darin eine linkshin gerichtete silberne (weiße) Zahnzange, in Silber (Weiß) eine grüngestielte und beblätterte fünfblättrige rote Rose mit goldenem (gelbem) Butzen und grünen Kelchblättern zwischen zwei schrägrechts bzw. schräglinks gestellten, grün gestielten und beblätterten roten Tulpen.“ |
| Wappen der früheren Gemeinde Hergarten | Wappenbegründung: Das von Joseph Decku entworfene Wappen wurde am 29. Juni 1962 vom nordrhein-westfälischen Innenminister verliehen. Es weist mit den Gartenblumen auf den zweiten Teil des Ortsnamens hin. Das Schwert ist Attribut des Pfarrpatrons St. Martin, die Zange das der Pfarrpatronin St. Apollonia vom Ortsteil Düttling. |

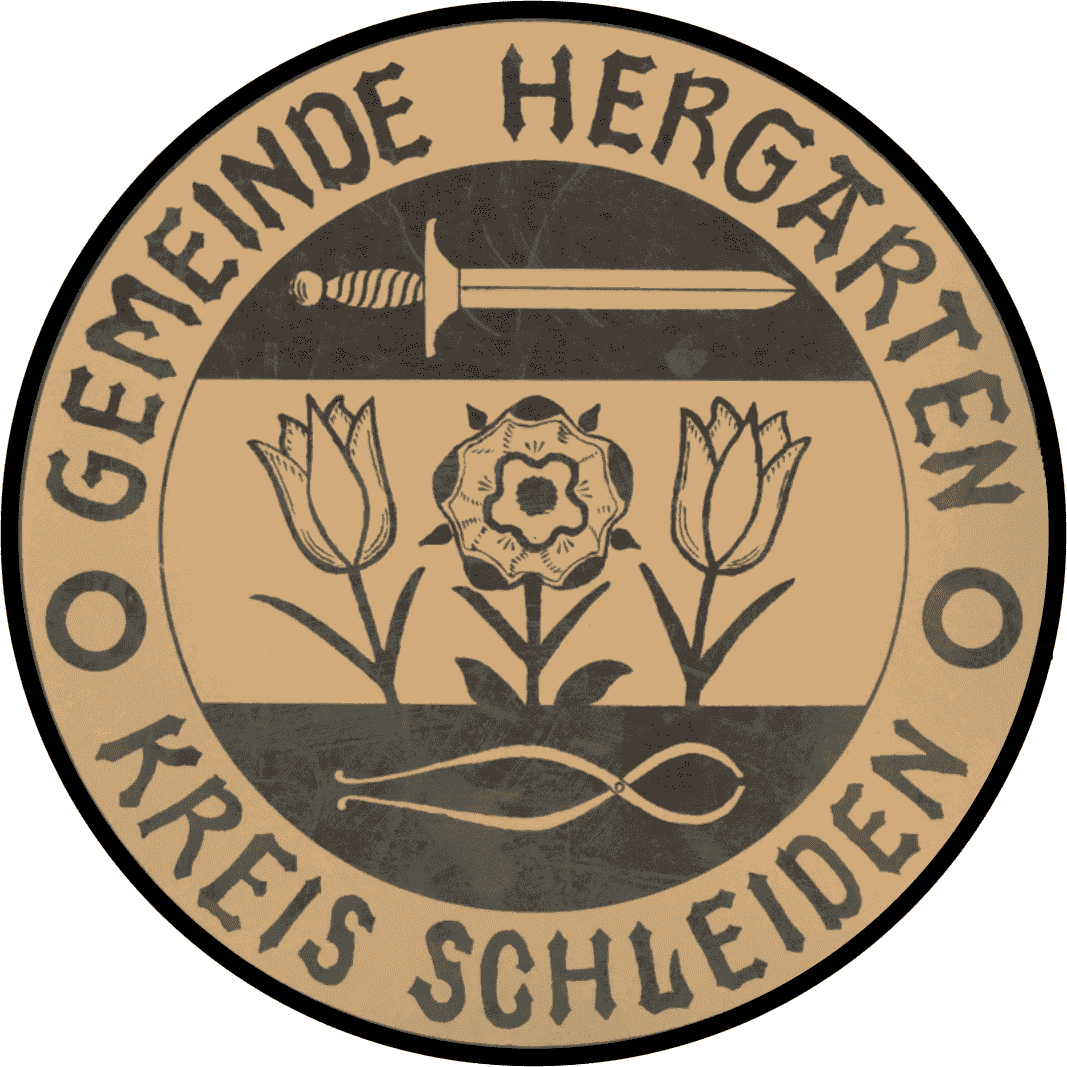
Gemeindesiegel
Wappen des ehem. Amtes Hergarten
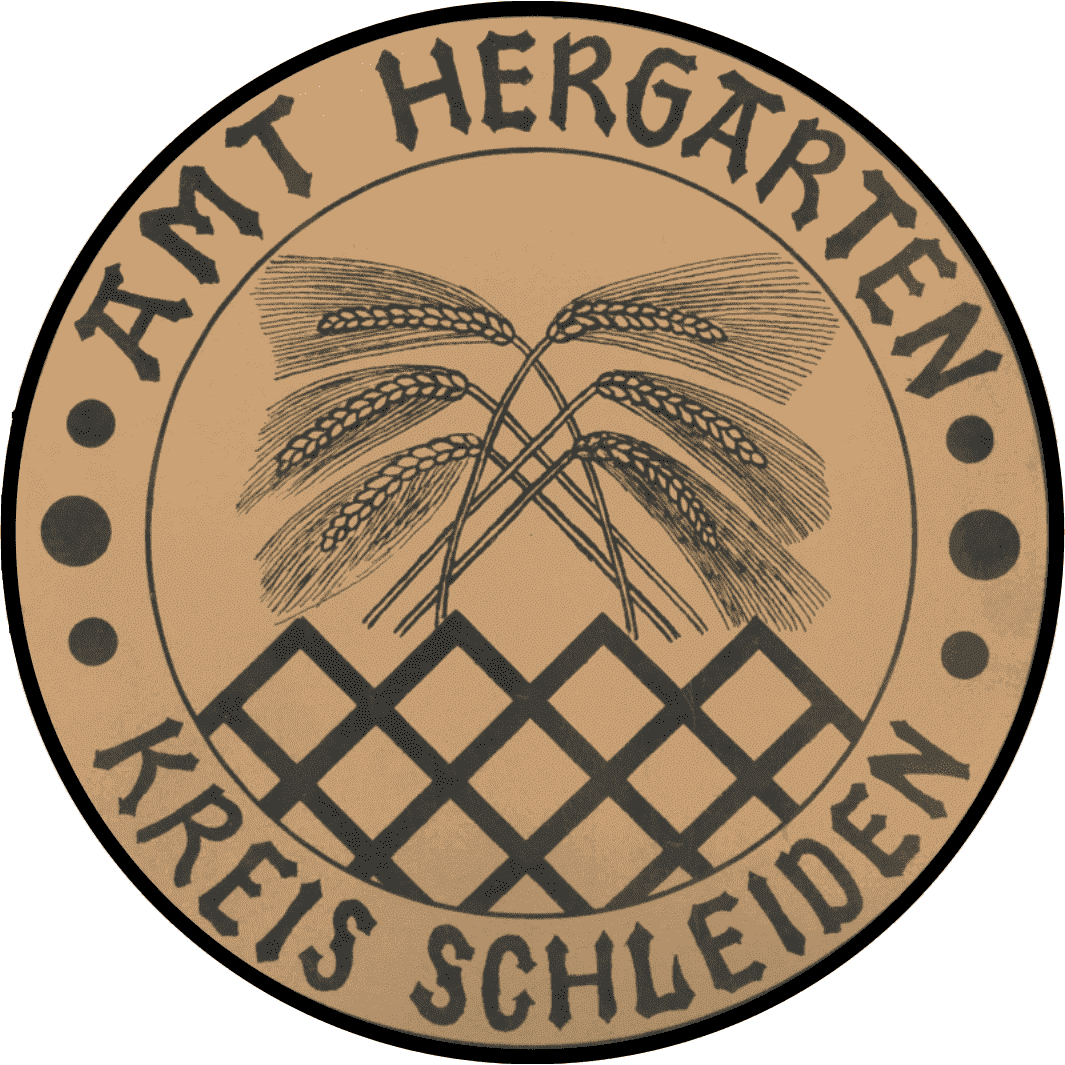
Amtssiegel

## Kirche

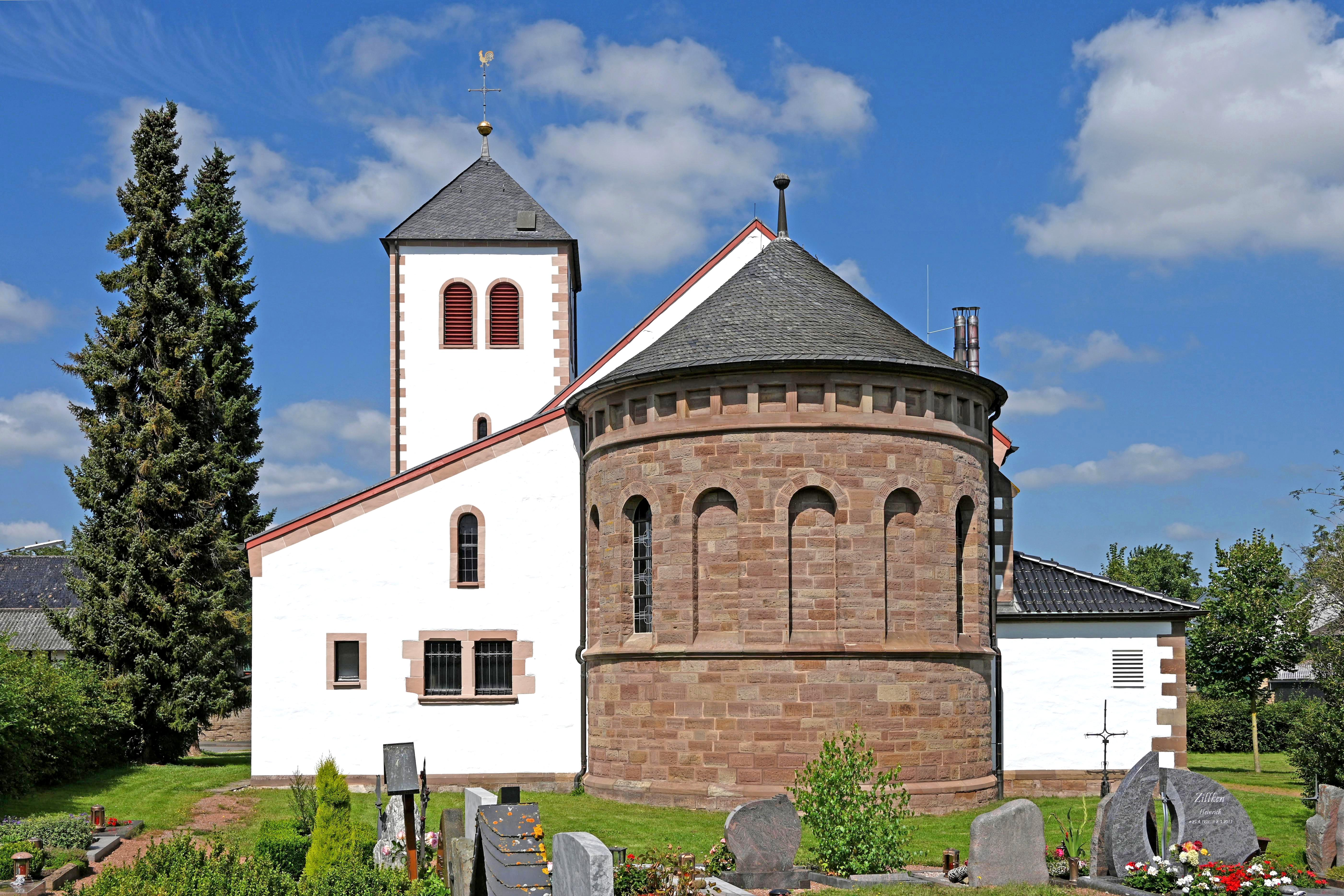
St. Martinus (Hergarten), Außenansicht von Osten

Die römisch-katholische Kirche St. Martinus steht direkt neben der Ortsdurchfahrt der Bundesstraße 265.

## Verkehr
Durch Hergarten verläuft die Bundesstraße 265.
Der öffentliche Personennahverkehr wird durch Busse der AVV-Linie 231 des Rurtalbus sichergestellt. Bis zum 31. Dezember 2019 wurde diese Linie vom BVR Busverkehr Rheinland bedient. Zusätzlich verkehrt wochentags ein Bürgerbus.
| Linie | Verlauf |
| ----- | --- |
| 231   | Froitzheim – Ginnick – Embken – Wollersheim – Vlatten – Heimbach Bf – (Hasenfeld – Schwammenauel – Kermeter – Urfttalsperre/Hastenbach / Abtei Mariawald) / (Hergarten – Düttling) – Wolfgarten – Gemünd – Nierfeld – Olef – Schleiden |
| BBH   | Bürgerbus Heimbach: Düttling – Hergarten – (Vlatten –) Heimbach Volksbank – (Kloster Mariawald –) Heimbach Bf – Hasenfeld |

## Sonstiges
- 1997 konnte sich Hergarten im Wettbewerb „Unser Dorf hat Zukunft“ auf Kreisebene platzieren.
- Am Ortsrand ist seit Ende der 1990er Jahre ein Gewerbegebiet ausgewiesen. Die ausgewiesene Fläche wurde 2025 auf 7 ha erweitert.[9]
- Die ehemalige Schule wurde zum Nationalpark-Gästehaus umgebaut. Derzeit (2025) sucht die Stadt Heimbach einen Betreiber.[10]